# AJet
AJet (ранее AnadoluJet) — турецкая бюджетная авиакомпания. Базируется в международном аэропорту Эсенбога города Анкара. Выполняет внутренние и международные рейсы.

## История
Авиакомпания создана 23 апреля 2008 года.
Являлась дочерним предприятием Turkish Airlines.
Авиакомпания начала осуществлять международные полёты с 11 июня 2020 года.

## Флот
Изначально авиапарк составляли 4 самолёта Boeing 737-400.
На июнь 2022 года флот AnadoluJet состоял из 57 самолетов, средний возраст которых 15 лет.
На июнь 2023 года флот авиакомпании составляет 81 самолёт.
| Самолёт        | Всего | Пассажирских мест | Примечания                    |
| -------------- | ----- | ----------------- | ----------------------------- |
| Boeing 737-800 | 45    | 189               | Принадлежат Turkish Airlines. |
| Boeing 737 MAX | 2     | 176               |                               |
| Boeing 737 MAX | 6     | 189               |                               |
| Airbus A321neo | 12    | 211               |                               |
| Airbus A320neo | 4     | 186               |                               |
| Airbus A320    | 6     | 180               |                               |
| Airbus A321    | 6     | 220               |                               |
| Итого          | 81    |                   |                               |

## Партнёры компании по «единому коду»
Имеет код-шеринговое соглашение со следующими компаниями:
- BoraJet[5]
- SunExpress

## Направления полётов
Авиакомпания осуществляет рейсы по 41 направлению за рубежом, и 48 направлениям внутри страны.
Вылеты осуществляются из Стамбула, Анкары, Антальи, Бодрума, Даламана.
С 16 июня 2023 года компания начала выполнять авиарейсы из Измира в Баку. С 3 июня 2025 года запущены авиарейсы из Нахичевани и Гянджи в Стамбул.